# Helimagnetismus

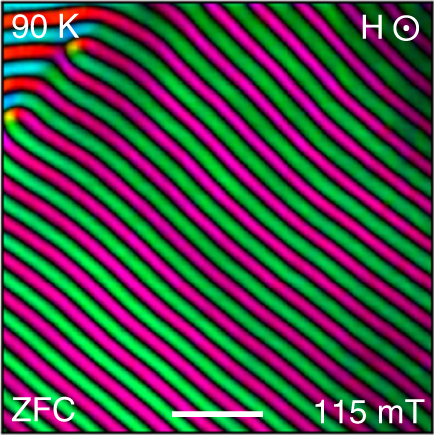
Lorentz-TEM-Bild von helischen Spinspreifen in Eisengermanid (FeGe) bei 90 K

Helimagnetismus ist eine Form der magnetischen Ordnung in Materialien, in der die Spins benachbarter magnetischer Momente sich in einem Spiral- oder helikalen Muster anordnen, wobei der Drehwinkel zwischen zwei Momenten zwischen 0° und 180° liegt. Er resultiert aus der Konkurrenz zwischen ferromagnetischen und antiferromagnetischen Austauschwechselwirkungen. Ferro- und Antiferromagnetismus können als helimagnetische Strukturen mit den Verdrehungswinkeln 0° und 180° gesehen werden. Helimagnetische Strukturen brechen die räumliche Inversionssymmetrie, da sie entweder rechts- oder linkshändig sind.

## Beschreibung
Streng genommen besitzen Helimagnete kein permanentes magnetisches Moment und werden deshalb auch als (komplizierte) Antiferromagnete klassifiziert. Dies grenzt sie ab von den konischen/zykloidalen Magneten (wie zum Beispiel Holmium unter 20 K), welche neben der spiralen Modulation auch ein permanentes magnetisches Moment aufweisen. Helimagnete können darüber charakterisiert werden, wie lange ihre Spirale für eine komplette Umdrehung braucht. Wenn die Periode der Spirale ein rationales Vielfaches der Elementarzelle des Kristalls ist, ist die Struktur eine kommensurable Überstruktur. Dies ist der Fall bei der ursprünglich für Mangandioxid (MnO2) vorgeschlagenen Struktur. Ist die Kommensurabilität nicht vorhanden und die Periodizitäten von Kristall und Magnetismus irrationale Vielfache voneinander, so ist der Magnetismus inkommensurabel, was den neueren Erkenntnissen für die MnO2-Struktur entspricht.
Helimagnetismus wurde zuerst 1959 als Erklärung für die magnetische Struktur von Mangandioxid vorgeschlagen. Ursprünglich wurde die Struktur mit Neutronenstreuung gemessen, kann inzwischen aber auch direkter mithilfe von Lorentzmikroskopie (einer Form der Transmissionselektronenmikroskopie) beobachtet werden. Es wird berichtet, dass einige helimagnetische Strukturen auch noch bei Raumtemperatur stabil sein könnten. Genauso wie Ferromagneten Domänenwände haben, treten in Helimagneten eine eigene Klasse von Domänenwänden auf, die durch topologische Ladungen charakterisiert sind.
Viele Helimagnete besitzen eine chirale kubische Struktur, so wie der Strukturtyp FeSi (B20). In diesen Materialien führt die Kombination aus ferromagnetischer Austauschwechselwirkung und antisymmetrischem Austausch (Dzialoshinskii-Moriya) zu Helices mit relativ langer Periode. Weil die Kristallstruktur sogar im paramagnetischen Zustand nicht inversionssymmetrisch ist, bricht der magnetische Phasenübergang auch nicht die Inversionssymmetrie und die Händigkeit der Spirale ist in der Kristallstruktur geschützt.
Alternative Ursachen für Helimagnetismus in anderen Materialien sind magnetische Frustration oder die RKKY-Wechselwirkung. Dies resultiert darin, dass punktsymmetrische Strukturen wie Verbindungen des Strukturtyps MnP (B31) Doppelhelixstrukturen aufweisen können, bei denen sowohl rechts- als auch linkshändige Spiralen koexistieren. In diesen itineranten Helimagneten kann die Richtung der Helizität durch angewandte elektrische Ströme und Magnetfelder gesteuert werden.
| Material                    | Temperaturbereich | Raumgruppe                               |
| --------------------------- | ----------------- | ---------------------------------------- |
| β-MnO2                      | < 93 K            | Raumgruppe P42/mnm (Raumgruppen-Nr. 136) |
| FeGe,                       | < 278 K           | Raumgruppe P213 (Raumgruppen-Nr. 198)    |
| MnGe                        | < 170 K           | Raumgruppe P213 (Raumgruppen-Nr. 198)    |
| MnSi,                       | < 29 K            | Raumgruppe P213 (Raumgruppen-Nr. 198)    |
| FexCo1−xSi (0,3 ≤ x ≤ 0,85) |                   | Raumgruppe P213 (Raumgruppen-Nr. 198)    |
| Cu2OSeO3                    | < 58 K            | Raumgruppe P213 (Raumgruppen-Nr. 198)    |
| FeP                         | < 120 K           | Raumgruppe Pnma (Raumgruppen-Nr. 62)     |
| FeAs                        | < 77 K            | Raumgruppe Pnma (Raumgruppen-Nr. 62)     |
| MnP                         | < 50 K            | Raumgruppe Pnma (Raumgruppen-Nr. 62)     |
| CrAs                        | < 261 K           | Raumgruppe Pnma (Raumgruppen-Nr. 62)     |
| CrI2                        | < 17 K            | Raumgruppe Cmc21 (Raumgruppen-Nr. 36)    |
| FeCl3                       | < 9 K             | Raumgruppe R3 (Raumgruppen-Nr. 148)      |
| NiBr2                       | < 22 K            | Raumgruppe R3m (Raumgruppen-Nr. 166)     |
| NiI2                        | < 75 K            | Raumgruppe R3m (Raumgruppen-Nr. 166)     |
| Cr1/3NbS2                   | < 127 K           | Raumgruppe P6322 (Raumgruppen-Nr. 182)   |
| Tb                          | 219–231 K         | Raumgruppe P63/mmc (Raumgruppen-Nr. 194) |
| Dy                          | 85–179 K          | Raumgruppe P63/mmc (Raumgruppen-Nr. 194) |
| Ho                          | 20–132 K          | Raumgruppe P63/mmc (Raumgruppen-Nr. 194) |